# Marie Simon-Pierre

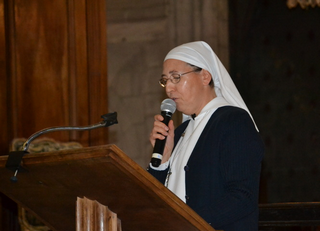
Marie Simon-Pierre

Sr. Marie Simon-Pierre Normand (* 1961 in Rumilly-en-Cambrésis bei Cambrai, Département Nord) ist eine französische Ordensschwester aus der Kongregation „Kleine Schwestern der Katholischen Mütterschaft“ (Petites Sœurs des Maternités Catholiques) und Hebamme. Ihre Spontanheilung von der eigentlich unheilbaren Parkinson-Krankheit gilt als Wunder, das zur Seligsprechung von Papst Johannes Paul II. am 1. Mai 2011 führte. Die Seligsprechung war von Benedikt XVI. im Mai 2005 eingeleitet worden.
Bei der Schwester wurde im Jahr 2001 die Parkinsonsche Erkrankung diagnostiziert, an der auch Johannes Paul II. litt. Betroffen waren ihr linker Arm und linkes Bein. Ihr Zustand verschlimmerte sich nach dem Tode Johannes Pauls II. derart, dass die Linkshänderin nicht mehr leserlich schreiben konnte. Nach Ankündigung des Seligsprechungsverfahrens für den verstorbenen Papst durch seinen Nachfolger Benedikt XVI. am 13. Mai 2005 begannen ihre Mitschwestern, Johannes Paul II. tagelang um Fürsprache auf Heilung ihrer Mitschwester anzurufen.
In der Nacht vom 2. auf den 3. Juni 2005, zwei Monate nach dem Tod Papst Johannes Paul II. am 2. April 2005, verschwand plötzlich bei Sr. Marie Simon-Pierre die Schüttellähmung. Der Neurologe, der sie seit Jahren behandelte, stellte fest, dass alle Symptome der Krankheit vollständig verschwunden seien. Es folgten Untersuchungen von weltlichen Ärzten, Psychologen sowie Experten des Vatikans, die alle keine Erklärungen für die Heilung fanden. Benedikt XVI. erkannte den Fall daraufhin im Januar 2011 als Wunder an. Alexander Kekulé vermutet, sie habe gar nicht am echten Morbus Parkinson gelitten, sondern an einem Parkinson-Syndrom, das beispielsweise durch „Medikamente, Entzündungen und auch psychische Störungen“ hervorgerufen werden könne.